# Genís Samper i Triedu
Genís Samper i Triedu (Mataró, 9 d'agost de 1931 - Mataró, 7 d'agost de 2017) fou un religiós escolapi i pedagog català.

## Biografia
Membre de la Lliga Espiritual de la Mare de Déu de Montserrat, ha promogut l'escoltisme catòlic a Catalunya (Delegació Diocesana d'Escoltisme i Minyons Escoltes i Guies de Catalunya) i a la presència internacional de l'escoltisme català. El 1993 va rebre la Creu de Sant Jordi.

## Obres
- Cada dia és Pasqua, de Joan Trenchs i Genís Samper. Barcelona: Centre Escolapi de Pastoral, 1978
- Catalònia religiosa: atles històric, dels orígens als nostres dies  Barcelona: Claret, 1991. ISBN 84-7263-726-3
- 50 anys d'escoltisme català: 1927-1978 Barcelona: Generalitat de Catalunya. Secretaria General de Joventut, 1993
- Doctor Ramon Masnou. Miscel·lània de reconeixement Barcelona: Publicacions de l'Abadia de Montserrat, 2007. ISBN 978-84-8415-936-0
- L'escoltisme Català (1911-1978), amb Albert Balcells i González. Barcelona: Barcanova, 1993. ISBN 84-7533-920-4
- La joventut fa Catalunya 1900-1985. Aproximació a la història de les associacions de joves Barcelona: Generalitat de Catalunya. Direcció General de Joventut, 1987. ISBN 84-393-0870-1
- Mil noms de la fe a mig escriure Barcelona: Minyons Escoltes/Guies Sant Jordi de Catalunya, 1977
- Mossèn Antoni Batlle. Miscel·lània d'homenatge, a cura d'Albert Manent i Genís Samper. Barcelona: Abadia de Montserrat, 1992. ISBN 84-7826-318-7
- Mossèn Antoni Batlle, sitgetà i excursionista Sitges: Grup d'estudis sitgetans, 2006
- La nostra escola. 300 anys de l'Escola Pia contats als nois, de Bonaventura Pedemonte i Genís Samper. Barcelona: Escola Pia de Catalunya, 1984
- Paraules de festa Barcelona: Centre Escolapi de Pastoral, 1978
- Qui som: Minyons escoltes, Guies Sant Jordi de Catalunya, selecció i compilació Genís Samper. Barcelona: ME/GSJ de Catalunya, 1983
- ¿Quién es Jesús de Nazaret? Madrid: Don Bosco, 1976, 1981
- ¿Quien es Jesús de Nazaret? Guía del profesor Madrid, Don Bosco, 1976
- Reflexions sobre colònies de vacances i moviments de joves Barcelona: Escola de l'Esplai, 1986